# Nick Manning
Nick Manning (28 de mayo de 1967) es un director y actor pornográfico estadounidense.

## Años tempranos
Nick Manning nació en 1967 en Chicago, Illinois.

## Primeras apariciones
Para Cinemax en el año 2001, Manning apareció en Thrills. Hizo breves apariciones en el reality show Hogan Knows Best y en el 2009 participó en la película Crank: Hight Voltage protagonizada por Jason Statham. Fuera de las películas para adultos, Manning actuó en For the love of the Game, Un Domingo Cualquiera, en la serie All My Children y El Fugitivo. En 2012, apareció como el guardavida "Jack Foster" en la serie de Showtime Beach Heat. Su primer papel en una película no pornográfica fue com el dueño de un club de estríperes, "Ian Benedict" en la película Cherry Bomb.

## Premios
- 2003 Premio AVN – Recién llegado Macho Mejor[2]
- 2003 Premios NightMoves – Mejor Actor[3]
- 2014 Incluido en el ASalon de la Fama de AVN[4]

## Filmografía parcial
- Crank: High Voltage (2009) - Actor Porno
- Cherry Bomb (2011) - Ian Benedict